# David van Gesscher
David van Gesscher (Amsterdam, 9 oktober 1735 - aldaar, 24 mei 1810) was een vooraanstaand heelmeester en chirurgijn aan het Sint Pietersgasthuis in Amsterdam. Hij schreef een aantal leerboeken, zonder literatuurverwijzingen en nauwelijks casuïstische mededelingen. Na 1790 was hij voornamelijk organisatorisch bezig. Gesscher was ronduit fatalistisch in zijn benadering van tumoren en keerde zich tegen iedere behandeling van het mammacarcinoom.

## Biografie
Gesscher was de zoon van een chirurgijn afkomstig uit Deventer. Hij werd geboren in de Lindenstraat in de Jordaan. Gesscher was een tijdgenoot van Petrus Camper bij wie hij lessen volgde, van Willem Röell en Andreas Bonn. In 1760 trad hij toe tot het chirurgijnsgilde en in 1761 trouwde hij met Christina Geertruida Westenberg. In 1773 werd hij benoemd in het Pesthuis aan de Overtoom. In 1777 correspondeerde hij met Camper  .. over het voordeel der Doorsneede van de Schaambeenderen, om, met behoud van het leven beide van moeder en kind, moeĳelyk geklemde hoofden te redden: en de Keizerlyke sneede, of den haak, te vermyden. 
Gesscher was meer theoretisch dan praktisch gericht. Niettemin was hij de uitvinder van de vereenvoudigde tabaksklisteerpijp voor het reanimeren van drenkelingen en verzorgde de gewonden na de Slag bij de Doggersbank (1781). In 1783 kocht hij een pand op de Keizersgracht, niet ver van de Leidsegracht. Hij fungeerde diverse malen als hoofdman van het gilde (vanaf 1784); zijn familiewapen werd aangebracht op het plafond van het chirurgijnsgilde in de Waag. In 1790 was hij mede-oprichter en secretaris van het Genootschap ter bevordering van de Heelkunde.
Na de Bataafse Revolutie werd het chirurgijnsgilde afgeschaft en vervangen door een Commissie van Geneeskundig Toeverzicht. Gesscher schreef de statuten, en nam de onderwijstaken waar na het ontslag van Andreas Bonn. In 1800 werd hij lector en gaf lessen bij hem thuis. Hij bezat een verzameling van aangetaste beenderen. Vanaf 1804 werd hij langzaam blind en vanaf 1805 was hij nauwelijks in staat les te geven. Hij stierf kinderloos en werd begraven in de Nieuwe Kerk.

## Werk
Gesscher publiceerde veel en zijn publicaties geven in goed beeld van de geneeskundige problemen uit die tijd. Hij schreef o.a. drie Heelkundige Waarnemingen. Zijn werken zijn vertaald in het Duits. Hij was lid van de Hollandsche  Maatschappij der Wetenschappen te Haarlem en van het Zeeuwsch Genootschap der Wetenschappen te Vlissingen. Hij is geportretteerd door o.a. Rienk Jelgerhuis.